# Рој Тарпли
Рој Тарпли (Њујорк, 28. новембар 1964 — Арлингтон, 9. јануар 2015) био је амерички кошаркаш. Играо је на позицији крилног центра или центра. Играјући за Далас био је изабран за најбољег шестог играча НБА лиге 1988. године. Након тога наступао је за велики број клубова у нижим америчким лигама али и у Европи. Током кошаркашке каријере имао је пуно проблема због алкохола и конзумирања дроге, што су основни узроци његове преране смрти.

## Каријера
Рој Тарпли је колеџ каријеру провео на Универзитету Мичиген. Играјући за овај универизитет од 1982. до 1986. године просечно је постизао 13,1 поена, 7,8 скокова и 2,1 блокова по утакмици.

### НБА
На НБА драфту 1986. изабран је као 7. пик у првој рунди од стране Даласа. Већ у првој сезони скренуо је пажњу на себе и био члан идеалне петорке новајлија у НБА лиги. Следећу сезону одиграо је још боље и био је изабран за најбољег шестог играча НБА лиге. Просечно је постизао 13,5 поена и 11,8 скокова по утакмици. Међутим због проблема са алкохолом и дрогом био је хапшен и због тога суспендован од стране НБА лиге. Накратко се вратио у Далас 1994. али је опет суспендован због алкохола. НБА каријеру је завршио са просечних 12,6 поена и 10 скокова по утакмици.

### Европа
1992. године прелази да игра у Европу и то у грчки Арис. Са Арисом је освојио Сапорта Куп. Следеће сезоне прелази у Олимпијакос са којим је стигао до финала Евролиге, али и освојио дуплу круну у Грчкој. Те године је предводио Евролигу по просеку скокова од 12,8 по утакмици. Такође предводио је и грчку лигу са просеком од невероватних 17, 2 скокова по утакмици. На једној утакмици Грчке лиге је направио невероватан статистички учинак и то за само 22 минута на паркету и то 32 поена, 24 скокова, 8 блокада, 6 асистенција и 6 украдених лопти.
Након тога је променио низ земаља укључујући и Кину али без значајнијег учинка.

## Остало
Рој је имао велики проблем зато што је био алкохоличар, а повремено је конзумирао и дроге. Због чега се није више доказао у НБА лиги. У Грчкој лиги је чак често и играо пијан, али то му није сметало да буде доминантна фигура на паркету. Умро је јануара 2015. услед болести јетре проузроковане алкохолом.